# Plaisance (Gers)
Plaisance (in occitano Plasença) è un comune francese di 1 506 abitanti situato nel dipartimento del Gers nella regione dell'Occitania.

## Società

### Evoluzione demografica
Abitanti censiti